# إدارة الاستئمان
إدارة الاستئمان (الإدارة بالأمانة) يمكن تكوين فكرة عامة عنها بطريقتين. أولاً، كعملية يصبح من خلالها الفرد «أ» جديرًا بالثقة بالنسبة للأفراد الآخرين. وهذه الثقة تعتبر معيارًا بالغ الأهمية للنجاح والاستمرار لأنها تجعل الأفراد يتعاونون مع الفرد «أ». فليس من النادر أن يحاول بعض الأشخاص بناء صورة زائفة حول موثوقيتهم الشخصية لتحقيق منافع شخصية على سبيل المثال. ثانيًا، كعملية لتقييم مدى موثوقية الأفراد الآخرين، والتي تتمتع بنفس أهمية عملية بناء الموثوقية الشخصية للفرد «أ». ومن خلال هذين الجانبين معًا يمكننا صياغة التعريف التالي لإدارة الاستئمان (جرادزيوسكي، هيجداك، سانكوويسكا، وانتوشوويسز، عام 2008):
"أنشطة لإنشاء أنظمة وطرق تسمح للأطراف المعتمدة عليها بما يلي:
1. إجراء تقييمات واتخاذ قرارات بشأن إمكانية الاعتماد على التعاملات المحتملة التي تنطوي على مخاطرة
2. السماح للأطراف العاملة وأصحاب الأنظمة بزيادة موثوقيتهم وموثوقية أنظمتهم وتمثيلها بطريقة صحيحة."
إن الثقة هي مفهوم شامل يستخدم في مجموعة متنوعة من التخصصات. وتم القيام بأعمال كثيرة في مجال الطب النفسي وعلم الاجتماع والاقتصاديات والعلوم السياسية والفلسفة والأنثروبولوجي والعلوم الإدارية. ويعتبر التعريف الوارد أعلاه علامة بارزة في العلوم الإدارية. ورغم هذا فالمرء لا يستطيع بسهولة التحدث عن أي أبحاث متناسقة في مجال الثقة وإدارة الاستئمان.
بالنسبة لإدارة الاستئمان المعرفة أعلاه، هناك بعض الافتراضات الحاسمة على النحو التالي:
1. غالبًا ما تكون الثقة والميل إلى الشك قائمين على أساس قوي لأنه في المؤسسات المتنافسة، التي تبقى غالبًا في نطاق التأثير السياسي غير القابل للتوقع، قد يكون لتكلفة الثقة في شيء غير مناسب آثار دراماتيكية،
2. في أي بيئة يحتمل أن تنطوي على شكوك أو مخاطر نحتاج إلى أن نعرف جيدًا من يمكننا أن نثق به ومن لا يمكننا الوثوق به وفي أي ظروف يمكننا القيام بذلك. علاوة على ذلك، فمن الضروري رؤية مدى ضرورة الوعي بالأخطار المحتملة.
لا يتمثل جوهر إدارة الاستئمان في الثقة بل في اتخاذ القرار إلى أي مدى يمكننا الثقة وكيفية تطوير وخلق علاقات الثقة.
عندما نكون في موقف عجز الثقة يتسبب في شيوع مناخ من الاستقالات والرعب ويجعل من الصعب التركيز على تحقيق الأهداف المتفق عليها، يميل المرء بشكل طبيعي إلى تحديد الآثار المذكورة أعلاه. ويتم القيام بذلك في عملية تقليل الشكوك وإنشاء بدائل للثقة (سزتومبكا، عام 1998 و2007). وفيما يلي مرادفات الثقة هذه:
1. العناية الإلهية – وتعني القوى الخارقة أو الحظ أو الله أو القوى فوق الطبيعية.
2. الفساد – توقع تصرفات الأشخاص الآخرين باللجوء إلى الرشاوي والمصالح والمحسوبية وما إلى ذلك والتحكم فيها.
3. الضغط – يسمح بالتحكم في تصرفات الأشخاص الآخرين بطريقة مباشرة وغير مشروطة.
4. العزل (الفصل في مكان معين) – فصل مجموعة عرقية أو دينية أو مهنية معينة في بيئة غير مهيأة وتنطوي على التهديد، مع تعزيز الولاء الداخلي القوي من خلال رهاب الأجانب وعدم التسامح تجاه الآخرين.
5. الأبوية – تعتبر بمثابة رحلة للبحث عن سلطة قوية أو قائد – «شبه والد» – يعمل على ضمان النظام المفقود والتناغم التسلسلي وإمكانية التنبؤ بحياة المجموعة.
6. الامتداد الخارجي – وتعني نقل الثقة إلى مجموعات أو مجتمعات خارجية أخرى إلى جانب الميل إلى إضفاء المثالية على إجراءات العمليات والحلول التنظيمية أو الجودة الكلية لمؤسسة المجموعة المستهدفة.
7. المساعدة المفرطة للمؤسسات القانونية، عندما لا يثق رجال الأعمال في بعضهم البعض، فإنهم يحتاجون إلى وسائل رسمية لتأمين المعاملة (على سبيل المثال، عقود تفصيلية وضمانات بنكية واللجوء إلى الموثق العام المعتمد والميل للجوء إلى القضاء).
يجب تفعيل إدارة الثقة بشكل عملي. والإستراتيجية التي تقود إلى هذا هي بناء الثقة. تشير قواعد خلق الثقة إلى القواعد والإرشادات التي لها تأثير واسع النطاق على تكوين الثقة وتنميتها. إن بناء الثقة هو نوع من إستراتيجية الإدارة لأنها لا تركز بقوة على التعاون الحالي فقط بل التعاون المستقبلي في المقام الأول. وفيما يلي 18 قاعدة لبناء الثقة:
1. الثقة بالنفس هي عامل بالغ الأهمية في خلق الثقة.
2. الانتظار حتى يثبت الأشخاص الآخرون جدارتهم بالثقة ليس ملائمًا (غير كافٍ).
3. خلق الثقة وبناؤها هي عملية طويلة للغاية ويمكن تدميرها في لحظة واحدة.
4. لن يمكنك بناء الثقة إذا تعاملت معها كوسيلة لتحقيق الهدف.
5. لا يمكننا بناء الثقة دون مراعاة القيم.
6. الثقة غالبًا ما تكون غير مرئية.
7. الثقة تتطلب عمليات المشاركة.
8. الثقة تعتمد في العادة على العلاقات المتبادلة.
9. الثقة تفتح الاحتمالات لم تكن ممكنة في الحالات الأخرى.
10. الثقة تتغير بمرور الوقت.
11. يجب أن نتجنب بدائل الثقة.
12. يجب أن نتجنب ألعاب السلطة.
13. علينا أن نبني ثقافة قوامها الثقة العالية في المؤسسة.
14. يجب أن نتجنب التعطل الناتج عن التضاربات.
15. يجب أن نهتم بالتناسق ونتجنب إستراتيجية الخداع (التزييف والكتمان والمعاني المزدوجة) في عمليات التواصل.
16. يجب أن نقلل من الشكوك.
17. يجب أن نتذكر أن السلوكيات القابلة للملاحظة تحدد «قمة جبل الجليد فقط».
18. يجب أن نتعامل مع الأشخاص الآخرين بأمانة وإنصاف.
إن مستوى الثقة لا يحدد فقط مدى تطورنا الفردي، ولكن قبل كل شيء فإنه يتبنى التطور الاجتماعي والاقتصادي للمجتمعات بأسرها. ومن ثم، فإن إدارة الثقة هي أفضل حل يمكن تطويره. ورغم ذلك، فهذا الحل لا يكون ممكنًا إلا عندما نعمل في مناخ من الثقة حيث تحظى ثقافة الثقة بقبول مشترك وتكون مطلوبة من جانب كل عضو في المجتمع.
إن ثقافة الثقة ترمز إلى القواعد المنتشرة في المجتمع والتي تلزم كل مواطن بالتعامل مع الثقة والجدارة بالثقة باعتبارها قيمًا مشتركة. وفي هذه الثقافة من المبادئ عميقة الجذور أن تفي بالتزاماتك وتكون أمينًا ومستعدًا للتعاون مع الآخرين. إن ثقافة الثقة تبطل وجود الفساد.
ثقافة الثقة تكون مفيدة في المواقف غير الآمنة وغير المنظمة (بيجيركي، عام 1999). يمكن تعريف الثقة بأنها إستراتيجية للتعامل مع الشكوك. أما ثقافة عدم الثقة فتعتمد على مذهب الكلبية والاضطراب والفساد واستغلال الآخرين والخداع والرعاية البالغة. ومن أجل العمل في ثقافة عدم الثقة هناك حلول قانونية رسمية مختلفة يتم تنفيذها.
تتميز الثقة بمعنى بؤري لنجاح كل معاملة. إنها تحفز الأنشطة البشرية. وفي الدول التي تسود بها ثقافة الثقة هناك مستوى أعلى من الرفاهية الاجتماعية والنمو الاقتصادي (فوكوياما، عام 1995). أما في ثقافة عدم الثقة فإن من يثقون بالآخرين يعتقد أنهم سذج وذوو عقليات بسيطة ويكونون ضحايا للمعاملات المخادعة. إن مذهب الكلبية يحد من التعاون وحرية النشاط ويدمر التواصل ويعمل على تقسيم الأفراد. يتم التقليل من أهمية الثقة.
بناء الثقة له معنى خاص من أجل رأس المال الاجتماعي. وفقًا لبوتنام فإن الثقة هي أحد العناصر التي تمثل رأس المال الاجتماعي، إلى جانب المبادئ والشبكات. وبدون رأس المال هذا من المستحيل تحقيق نمو اقتصادي واجتماعي وبناء الرأسمالية والديمقراطية. يحتاج المواطنون إلى الشعور بأنهم يؤثرون على شؤون الدولة ويعيشون في بلد يتسم بثقافة الثقة. وقد طرح فوكوياما، وهو سياسي واقتصادي وفيلسوف سياسي أمريكي قضية الثقة ورأس المال الاجتماعي في كتابه الشهير بعنوان Trust: The Social Virtues and the Creation of Prosperity. New York: Free Press, 1995.